# ريغي بارنز (لاعب كرة قدم أمريكية)
ريغي بارنز (بالإنجليزية: Reggie Barnes)‏ هو لاعب كرة قدم أمريكية أمريكي، ولد في 23 أكتوبر 1969 في أرلينغتون في الولايات المتحدة.

## وصلات خارجية
- ريغي بارنز على موقع مرجع كرة القدم المحترفة.كوم (الإنجليزية)